# 사대의혹사건
사대의혹사건(四大疑惑事件)은 5ㆍ16군사정변 이후, 대한민국 중앙정보부가 군사 정변 세력의 정치 자금을 조달하기 위하여 일으킨 4가지 사건이다. 이 사건으로 군사정변 이전의 "구악"(舊惡)에 대비되는 "신악"(新惡)이라는 신조어가 나왔으며, 1963년에는 김종필 중앙정보부장이 사퇴하게 되었다.

## 증권파동 사건
1962년부터 1963년까지 대한증권거래소를 중앙정보부가 직접 장악하여 부당이득을 챙긴 사건으로, 중앙정보부 행정차장 이영근(李永根), 중앙정보부 관리실장 정지원(鄭智元) 등은 농협중앙회에 압력을 넣어 당시 농협이 보유하고 있던 인기주인 한국전력주 12만 8천주를 시가보다 5% 싼 가격으로 방출시켰으며, 이것으로 얻은 8억 6224만 6400환을 증권업 유경험자인 윤응상(尹應相)에게 자본금으로 통일증권, 일흥증권, 동명증권을 설립하게 했다. 이와 함께 대한증권거래소 총주의 약 7할을 점유캐 하고, 윤응상의 심복인 서재식을 증권거래소 이사장으로 내세웠다.
이것으로 윤응상의 독무대가 된 대한증권거래소는 증권거래법 및 거래소의 사업규정을 무시해가면서 윤응상계의 증권회사를 불법으로 지원하여 윤응상계의 증권회사의 주가를 폭등시켰다. 그러나 이들 회사는 약속한 결제를 이행하지 않는 방법으로 주가를 폭락시켜 5340명에 달하는 선의의 군소투자가들이 138억 6000만환이라는 엄청난 손해를 입고 자살소동을 빚는 등 큰 사회적 물의가 빚어졌다. 이 사건으로 이영근, 윤응상, 서재식, 등은 "특정범죄처벌에 관한 임시특례법" 위반 혐의로 1963년 3월 11일 육군보통군법회의에 송치되었으며, 같은 해 6월 19일에 열린 육군보통군법회의에서 중앙정보부 행정차장 이영근은 징역 1년, 증권업 유경험자 윤응상은 징역 7년, 대한증권거래소 이사장 서재식은 징역 5년이 구형되었다.

## 회전당구기 사건
회전당구기 사건은 중앙정보부가 금지된 도박 기구 파칭코를 500대 수입케 하고 영업 허가를 내주는 대신 돈을 챙긴 사건이다. 1961년 12월에 재일교포 김태준 등이 세칭 파칭코라고 불리는 회전당구대 100대 등을 부산항에 탁송하고 통관에 필요한 귀국증명서 1통을 위조해 재일교포 재산의 국내 반입인 것처럼 속여 국내에 들여왔다. (도입된 빠찡코는 모두 2천 527대였다는 주장도 있다)
그래서 한동안 파찡코 열풍이 불었다.  자기 정권을 유지하는데 쓸 정치 자금을 벌기 위해 국민들을 도박에 빠지게 만들면서까지 뒷돈을 챙긴 것이다.